# Карате клуб Синђелић
Карате клуб „Синђелић“ је карате клуб из Бање Луке. Име је добио по јунаку Стевану Синђелићу.

## Историјат
Основан је 1969. под називом „Раде Личина“, а од 1993. носи име „Синђелић“. Организатор је државних првенстава Републике Српске и БиХ. Један је од најтрофејнијих клубова у Републици Српској и БиХ. Од 1993. предсједник клуба је Ненад Бодирожа. Најуспјешнији такмичари „Синђелића“ су: Мирољуб Кременовић, Драгиша Благојевић, Борис Јеличић и Драгиша Вулетић, европски и свјетски прваци у борбама и катама. Сви они били су проглашени најбољим спортистима Републике Српске, у избору „Гласа Српске“. Поред њих, запажене резултате остварили су и: Горан Гашић, Немања Бановић, Милан Тркуља, Драган Адамовић, Вања Врховац, Тамара Деспенић. Године 2006. Александар Михајловић проглашен је најбољим спортистом, а Карате клуб „Синђелић“ најбољим спортским колективом Бање Луке. Године 2023. клуб је имао око 250 чланова и осам тренера, међу којима су и селектори БиХ Небојша Девић и Борис Јеличић, док је Мирољуб Кременовић био у селекторској комисији Карате савеза Републике Српске.